# Javier Martón
Javier Martón Ansó (Tudela, 6 maggio 1999) è un calciatore spagnolo, centrocampista dell'Eibar.

## Carriera
Ha iniziato la sua carriera calcistica con il Peña Sport, con cui ha debuttato il 10 dicembre 2016 nell'incontro di Tercera División pareggiato 1-1 contro il Valle de Egüés. Nel 2017 è stato acquistato dalla Real Sociedad e dopo una stagione con le giovanili è tornato al Peña in prestito. Nel 2019 è stato assegnato alla squadra C della Real Sociedad, in quarta divisione, e l'anno successivo è stato prestato al Covadonga.
Rientrato a San Sebastián, è stato assegnato alla formazione B dove ha debuttato in Segunda División il 14 agosto 2021 nella partita vinta 1-0 contro il Leganés. Il 5 luglio 2023 ha firmato un contratto di tre anni con l'Athletic Bilbao e poche settimane dopo è stato ceduto in prestito per una stagione al Mirandés.
Confermato in rosa dall'Athletic Club per la stagione 2024-2025, ha debuttato in Primera División il 28 agosto nell'incontro vinto 1-0 contro il Valencia, mentre il 30 gennaio 2025 ha debuttato nelle competizioni internazionali, entrando in campo nei minuti finali dell'incontro di UEFA Europa League contro il Viktoria Plzeň e mettendo a segno il gol del definitivo 3-1. Pochi giorni dopo è stato ceduto in prestito all'Albacete.
Il 17 luglio 2025 passa a titolo definitivo all'Eibar, firmando un contratto valido fino al 2028.

## Statistiche

### Presenze e reti nei club
Statistiche aggiornate al 14 maggio 2025.
| Stagione        | Squadra         | Campionato      | Campionato | Campionato | Coppe nazionali | Coppe nazionali | Coppe nazionali | Coppe continentali | Coppe continentali | Coppe continentali | Altre coppe | Altre coppe | Altre coppe | Totale | Totale |
| Stagione        | Squadra         | Comp            | Pres       | Reti       | Comp            | Pres            | Reti            | Comp               | Pres               | Reti               | Comp        | Pres        | Reti        | Pres   | Reti   |
| --------------- | --------------- | --------------- | ---------- | ---------- | --------------- | --------------- | --------------- | ------------------ | ------------------ | ------------------ | ----------- | ----------- | ----------- | ------ | ------ |
| 2016-2017       | Peña Sport      | TD              | 1          | 0          | CR              | 0               | 0               | -                  | -                  | -                  | -           | -           | -           | 1      | 0      |
| 2018-2019       | Peña Sport      | TD              | 26         | 16         | CR              | 0               | 0               | -                  | -                  | -                  | -           | -           | -           | 26     | 16     |
| 2019-2020       | Real Sociedad C | TD              | 18         | 7          | -               | -               | -               | -                  | -                  | -                  | -           | -           | -           | 18     | 7      |
| 2020-2021       | Covadonga       | SDB             | 24         | 9          | CR              | 0               | 0               | -                  | -                  | -                  | -           | -           | -           | 24     | 9      |
| 2021-2022       | Real Sociedad B | SD              | 15         | 0          | -               | -               | -               | -                  | -                  | -                  | -           | -           | -           | 15     | 0      |
| 2022-2023       | Real Sociedad B | PF              | 35         | 12         | -               | -               | -               | -                  | -                  | -                  | -           | -           | -           | 35     | 12     |
| ago. 2023       | Athletic Bilbao | PD              | 0          | 0          | CR              | 0               | 0               | -                  | -                  | -                  | -           | -           | -           | 0      | 0      |
| 2023-2024       | Mirandés        | SD              | 20         | 4          | CR              | 1               | 0               | -                  | -                  | -                  | -           | -           | -           | 21     | 4      |
| 2024-gen. 2025  | Athletic Bilbao | PD              | 3          | 0          | CR              | 0               | 0               | UEL                | 1                  | 1                  | -           | -           | -           | 4      | 1      |
| gen.-giu. 2025  | Albacete        | SD              | 11         | 2          | CR              | 0               | 0               | -                  | -                  | -                  | -           | -           | -           | 11     | 2      |
| Totale carriera | Totale carriera | Totale carriera | 153        | 50         |                 | 1               | 0               |                    | 1                  | 1                  |             | -           | -           | 155    | 51     |